# Paul de Mayo
Paul Jose De Mayo (* 8. August 1924 in London; † 26. Juli 1994) war ein britischer Chemiker, der hauptsächlich in Kanada aktiv war. Die von ihm entdeckte De-Mayo-Reaktion trägt seinen Namen.

## Leben und Werk
Paul De Mayo wuchs als Sohn sephardischer Juden auf, die 1919 aus Thessaloniki nach London immigriert waren. Er erwarb 1944 extern einen B. Sc. am damaligen University College of the Southwest of England in Exeter und anschließend 1952 einen Master am Birkbeck College, London, wo er 1954 auch unter Anleitung von Derek Barton promoviert wurde. Als Assistent und später als Dozent begleitete de Mayo seinen Doktorvater zunächst 1955 nach Glasgow und dann 1957 zum Londoner Imperial College. Er schloss ein Jahr als Postdoktorand bei Robert B. Woodward in Harvard an. Dort gewann Fred Pattison ihn für den Ausbau des Fachbereichs Chemie an der University of Western Ontario im kanadischen London, Ontario, wo er dann für 35 Jahre tätig war.
Seine Arbeitsgebiete waren u. a. die Strukturaufklärung und Synthese komplexer Naturstoffe, sowie synthetische Anwendungen der Flash-Thermolyse und der Photochemie. Die untersuchten Verbindungsklassen umfassten Sesquiterpene, Antibiotika wie Griseoviridin und Primycin, aber auch Verbindungen einfacher Struktur: So gelang ihm erstmals die Synthese von Thiobenzaldehyd und Thioacrolein. Hervorzuheben sind weiter die nach ihm benannte photoinduzierte Addition eines enolisierten Diketons an ein Alken (De-Mayo-Reaktion) und die erste Synthese eines einfachen Pentalenderivats, die durch Flash-Thermolyse gelang. Seine Ergebnisse führten zu mehr als 250 Publikationen.

## Ehrungen
- 1966: Merck, Sharp and Dohme Lecture Award des Chemical Institute of Canada
- 1982: Chemical Institute of Canada Medal
- 1985: E.W.R. Steacie Award in Photochemistry
- 1992: E.W.R. Steacie Award in Chemistry